# Le Pirate du Saint-Laurent
Pour plus de détails, voir Fiche technique et Distribution.
Le Pirate du Saint-Laurent ( The River of Romance) est un  court-métrage muet américain réalisé par Henry Otto, sorti en 1916.

## Fiche technique
- Titre : Le Pirate du Saint-Laurent
- Titre original : The River of Romance
- Réalisation : Henry Otto
- Scénario : Henry Otto, d'après le roman de E. . Rath
- Société de production : Yorke Film Corporation
- Société de distribution : Metro Pictures Corporation
- Pays d'origine :  États-Unis
- Langue originale : anglais
- Format : noir et blanc — 35 mm — 1,33:1 — Film muet
- Durée : 50 minutes
- Dates de sortie : 
  -  États-Unis : 17 juillet 1916
  -  France : 2 juillet 1920

## Distribution
- Harold Lockwood : William Kissaaam Kellogg
- May Allison : Rosalind Chalmers
- Lester Cuneo : Reginald Williams
- Bert Busby : Henry Davidson
- Lee Walker : Stephen Witherbee
- Mrs. Mathilde Brundage : Mrs. Stephen Witherbee
- Lilliam Halperin : Polly Witherbee
- Philip W. Masi : Tom Witherbee
- Dan Hanlon : Le majordome